# Herzog & de Meuron
Herzog & de Meuron è uno studio di architettura fondato a Basilea nel 1978 dagli architetti svizzeri Jacques Herzog (Basilea, 19 aprile 1950) e Pierre de Meuron (Basilea, 8 maggio 1950), vincitori del Premio Pritzker nel 2001.

## Storia
I due architetti si laurearono nel 1975 presso il Politecnico federale di Zurigo e l'Università Harvard. Le prime opere sono ispirate al minimalismo dell'artista Donald Judd. Tema centrale in tutti i loro progetti è quello dell'involucro esterno degli edifici. La loro fama si deve soprattutto alla conversione della stazione elettrica di Bankside a Londra nella Tate Modern. Nel 2001 i due vincono il Premio Pritzker. 
Nel 2002 progettano la Allianz Arena con un parcheggio sotterraneo molto vasto, il più grande d'Europa, la copertura delle facciate è in materiale riciclabile. Lo studio originale si trova a Basilea, oggi meta di viaggi di architettura dato la densità di edifici, tra cui il Centro di riabilitazione (2002), il Zentralstellwerk - centro per lo smistamento del traffico ferroviario (1999), lo Schaulager - centro per lo stoccaggio dell'arte (2003), lo Sportanlage Pfaffenholz - stadio (1992-93). Progetta per l'associazione Slow Food, il loro padiglione ospitato nella Piazza della Biodiversità di Expo Milano 2015.
Dopo il 2015, la carriera di Jacques Herzog e Pierre de Meuron, già consolidata da un riconoscimento internazionale e da un impressionante portfolio di opere iconiche, ha continuato a evolversi con un approccio sempre più sfaccettato e ambizioso. Hanno mantenuto la loro distintiva attenzione alla materialità e al contesto, ma hanno applicato la loro filosofia a progetti di scala e complessità crescenti, spesso in contesti urbani densi e diversificati.
Un aspetto saliente di questo periodo è la realizzazione di grandi opere culturali e civili che ridefiniscono il paesaggio urbano. Progetti come il M+ Museum a Hong Kong, completato nel 2020, ne sono un esempio lampante, dimostrando la loro capacità di creare poli culturali che sono al contempo complessi funzionalmente e potenti simbolicamente. Continua anche la loro ricerca su progetti di edilizia residenziale e per uffici, come si vede in torri residenziali e complessi per campus, dove la sperimentazione sui materiali e la configurazione spaziale sono sempre al centro.
Hanno proseguito l'esplorazione di trasformazioni e adattamenti di edifici esistenti, spesso con un focus sulla sostenibilità e sul dialogo tra l'antico e il nuovo. Questo include interventi su strutture industriali storiche o la riqualificazione di piazze e aree urbane, mostrando un'attenzione alla seconda vita degli edifici e alla reintegrazione nel tessuto cittadino. La loro filosofia si è ulteriormente orientata verso la creazione di edifici che siano intrinsecamente legati al loro luogo, considerando la cultura e la storia specifiche di ogni sito. In questo periodo, Herzog & de Meuron hanno continuato a integrare tecnologie avanzate e soluzioni innovative nei loro progetti, spingendo i confini del design e della costruzione. Questo si manifesta non solo nelle prestazioni energetiche degli edifici, ma anche nell'uso intelligente di materiali e nella creazione di facciate dinamiche che interagiscono con l'ambiente circostante. La loro pratica si è allargata a diverse tipologie, dalla cultura alla sanità, dal commercio alla ricerca, mantenendo un impegno costante verso l'eccellenza progettuale.

## L'uso del calcestruzzo: evoluzione
Il calcestruzzo, per i due architetti, non è mai stato un materiale da nascondere o mascherare; al contrario, è stato costantemente esaltato nelle sue qualità intrinseche, dimostrando come possa essere contemporaneamente grezzo e raffinato, massiccio e capace di una sorprendente leggerezza visiva, opaco ma anche riflettente alla luce. Gli architetti gli attribuiscono il ruolo di protagonista silenzioso ma potente, una tela bianca o una tessitura complessa che, a seconda dell'intento progettuale, può amplificare la percezione dello spazio o raccontare una storia materica. L'interazione con la luce è fondamentale: le superfici in calcestruzzo assorbono o riflettono la luce in modi diversi, creando giochi di ombre che evidenziano la profondità e la tridimensionalità.
La loro evoluzione nell'uso del calcestruzzo si può delineare attraverso diverse fasi. Inizialmente, verso la fine degli anni '80, il calcestruzzo è stato impiegato con un rigore e una purezza quasi minimalistici. Le opere di questo periodo presentano superfici impeccabili, ottenute con casseforme di estrema precisione, e il materiale contribuisce a definire volumi semplici trasmettendo un senso di ordine e calma. L'attenzione era rivolta alla perfezione del getto con il materiale caratterizzato da tonalità chiare e neutre, dove il calcestruzzo era un elemento di contorno, definito silenzioso, che delineava lo spazio con la sua sola presenza impeccabile.
Successivamente, tra gli anni '90 e i primi anni 2000, l'interesse si è spostato verso una più profonda sperimentazione della texture superficiale. Il calcestruzzo ha iniziato a essere manipolato in modi innovativi: si sono integrati aggregati diversi, le superfici sono state trattate con abrasioni o sono state lasciate a vista le impronte delle casseforme in maniera più esplicita e quasi drammatica. Il materiale non era più solamente liscio e neutro, ma acquisiva un aspetto più organico, grezzo o persino decorato attraverso la sua stessa lavorazione. Si è assistito a una crescente ricerca di interazione con altri materiali, con il calcestruzzo che fungeva da base solida su cui altri elementi, come lamiere metalliche o vetri stampati, potevano tessere complesse relazioni materiche.
Nelle opere più recenti e di grande scala, a partire dagli anni 2000, il calcestruzzo assume spesso un carattere monumentale e plastico. Non si limita più a forme lineari, ma viene modellato in volumi complessi, curve sinuose o masse imponenti che definiscono spazi dinamici e ambiziosi. In questa fase, il calcestruzzo mantiene la sua forte presenza a vista, ma si integra armoniosamente con tecnologie avanzate, come schermi LED incorporati nelle facciate o sofisticati sistemi di climatizzazione. La sua intrinseca durabilità e la capacità di creare grandi luci o spettacolari sbalzi lo rendono ideale per le sfide strutturali di progetti di vaste dimensioni, senza mai perdere la sua profonda valenza estetica. L'attenzione di Herzog & de Meuron si estende anche alla sostenibilità del calcestruzzo e alla sua integrazione in sistemi costruttivi ad alte prestazioni.

## Progetti più importanti
- 1989-1999 - MKM Museum Küppersmühle, Duisburg
- 1992 - Sammlung Goetz
- 1994-1997 - Torre principale di controllo degli scambi ferroviari; Basilea
- 1995-2000 - Tate Modern; Londra
- 1999 - Dominus; Napa Valley, California
- 2001 - St. Jakob-Park; Basilea
- 2003 - Prada Aoyama; Aoyama, Tokyo
- 2003 - Laban Dance Centre; Deptford Creek, Londra
- 2004 - Fünf Höfe; Germania
- 2004 - Cottbus University Library; Germania
- 2004 - Edifici Fòrum; Barcellona
- 2005 - Walker Art Center (espansione); Minneapolis
- 2005 - Allianz Arena; Monaco di Baviera
- 2005 - De Young Memorial Museum; San Francisco
- 2007 - CaixaForum Madrid; Madrid
- 2008 - Stadio nazionale di Pechino
- 2008 - Tour Triangle; Parigi
- 2008 - Tenerife Espacio de las Artes
- 2008 - St. Jakob-Turm
- 2007-2017 - Elbphilharmonie; Amburgo
- 2009 - VitraHaus
- 2010 - 1111 Lincoln Road
- 2012 - Parrish Art Museum
- 2015 - Padiglione Slow Food; Expo 2015
- 2015 - Miu Miu Boutique; Aoyama, Tokyo
- 2015 - Stadio Matmut-Atlantique; Bordeaux
- 2016 - Feltrinelli Porta Volta[4]
- 2017 - Beirut Terraces
- 2018 - Leroy Street; New York
- 2020 - M+ Museum; Hong Kong
- 2021 - Royal College of Art; Londra
- 2023 - Bélair-Monange; Saint-Émilion

## Galleria d'immagini

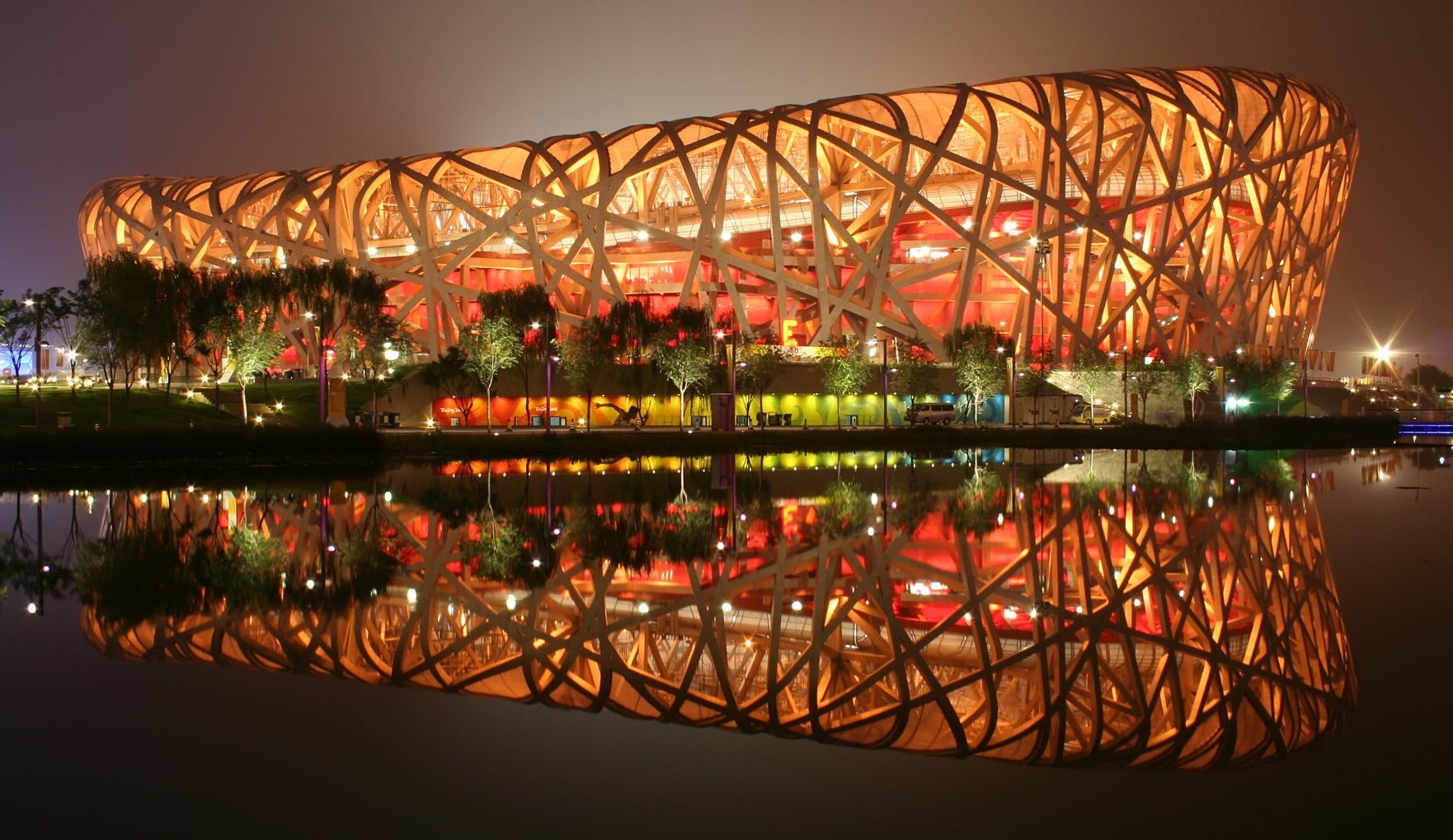
Stadio nazionale di Pechino
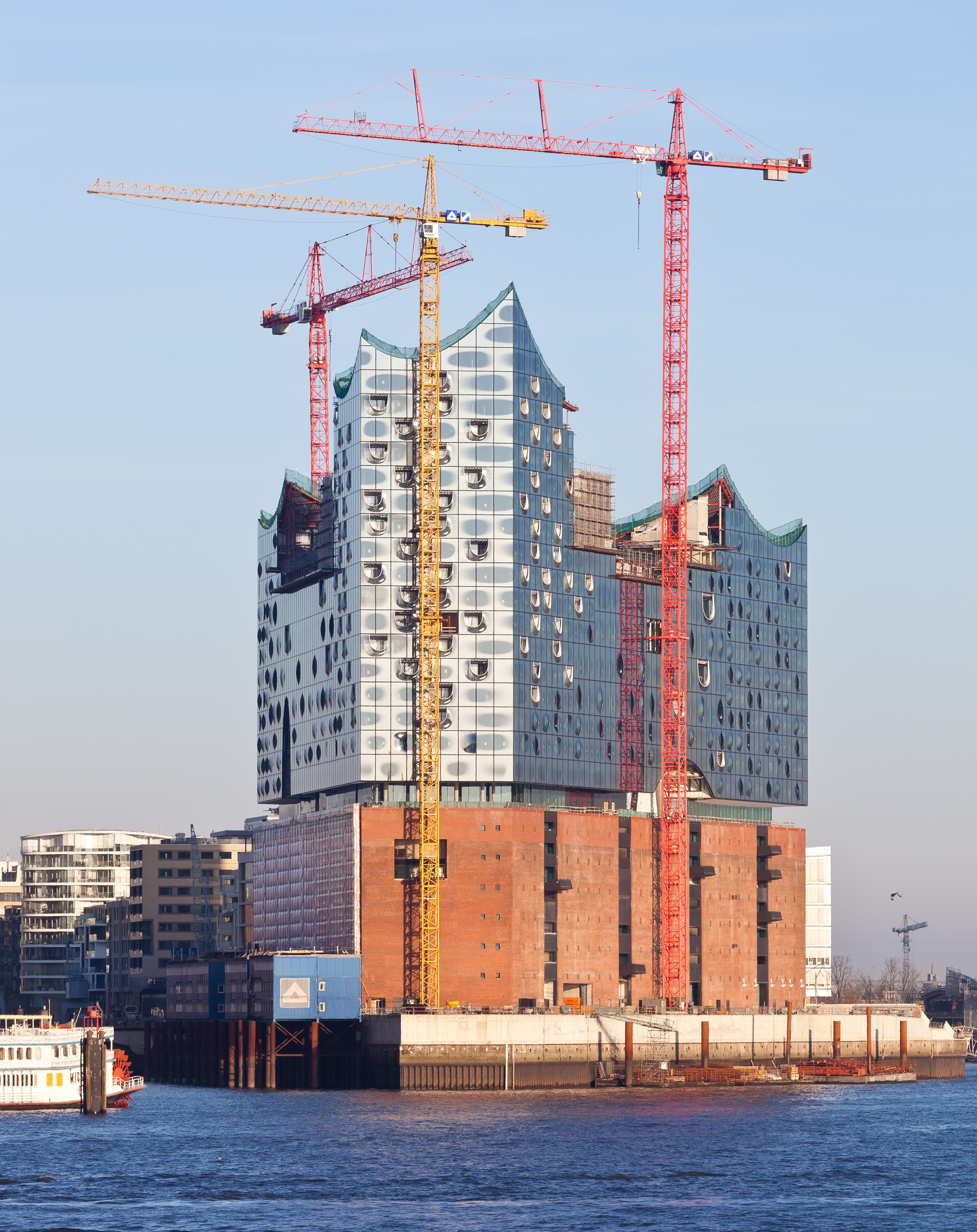
Elbphilharmonie, Amburgo
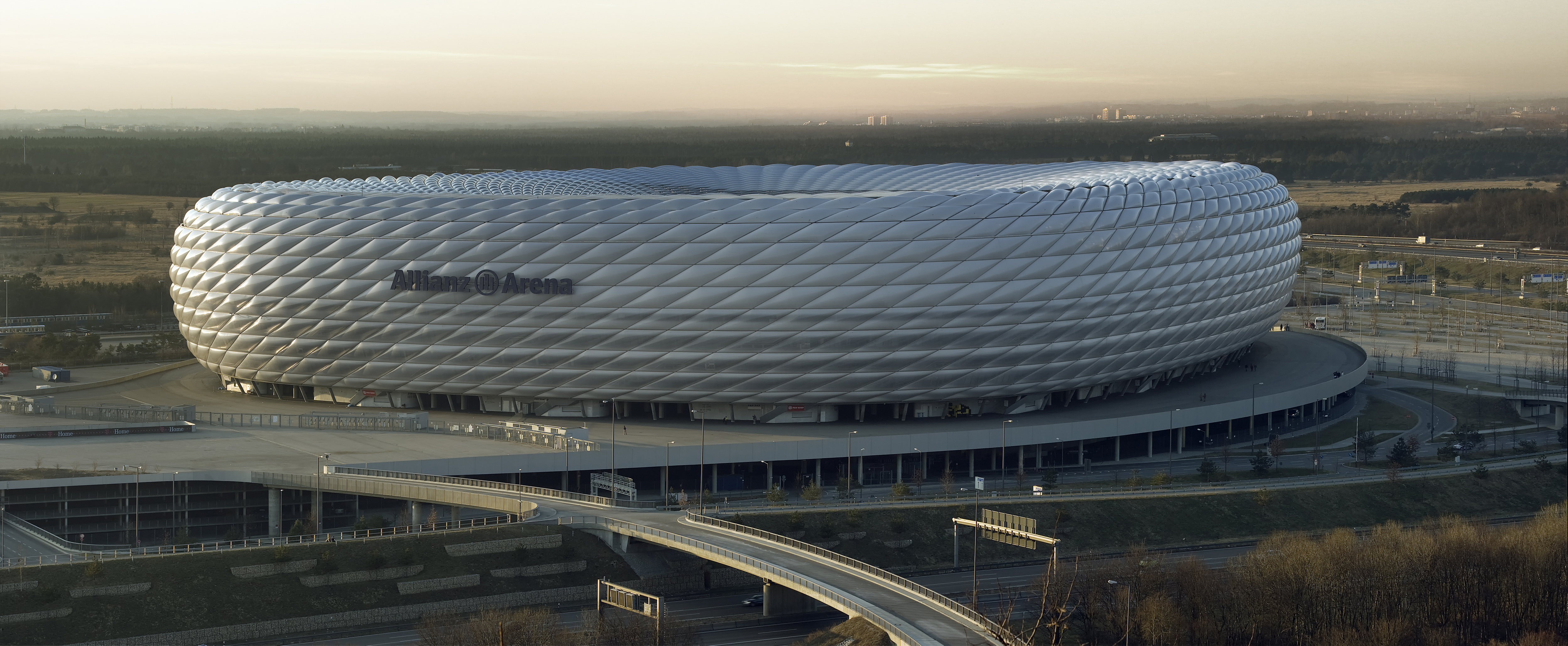
L'Allianz Arena di Monaco di Baviera
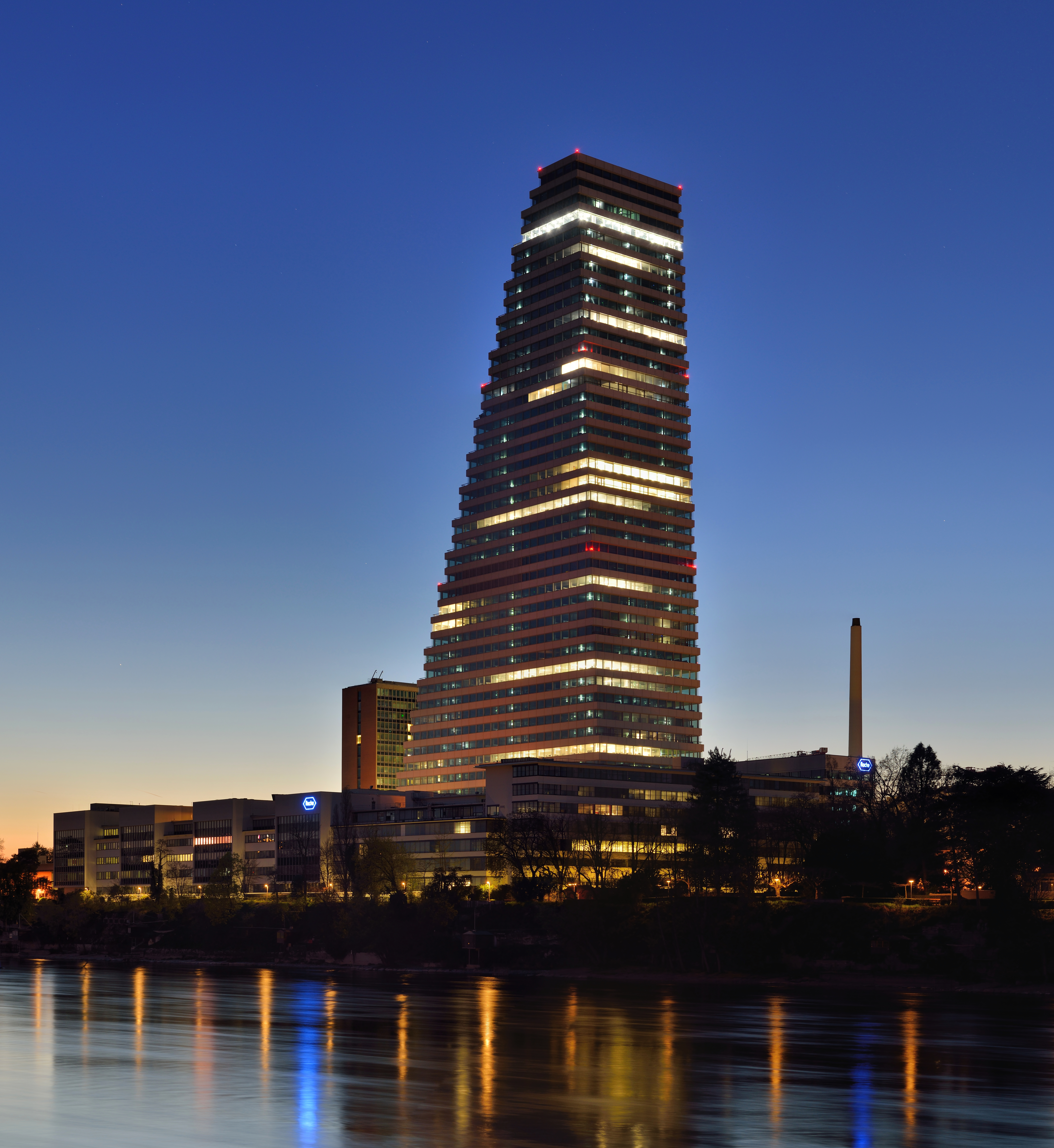
Roche Tower, Basilea
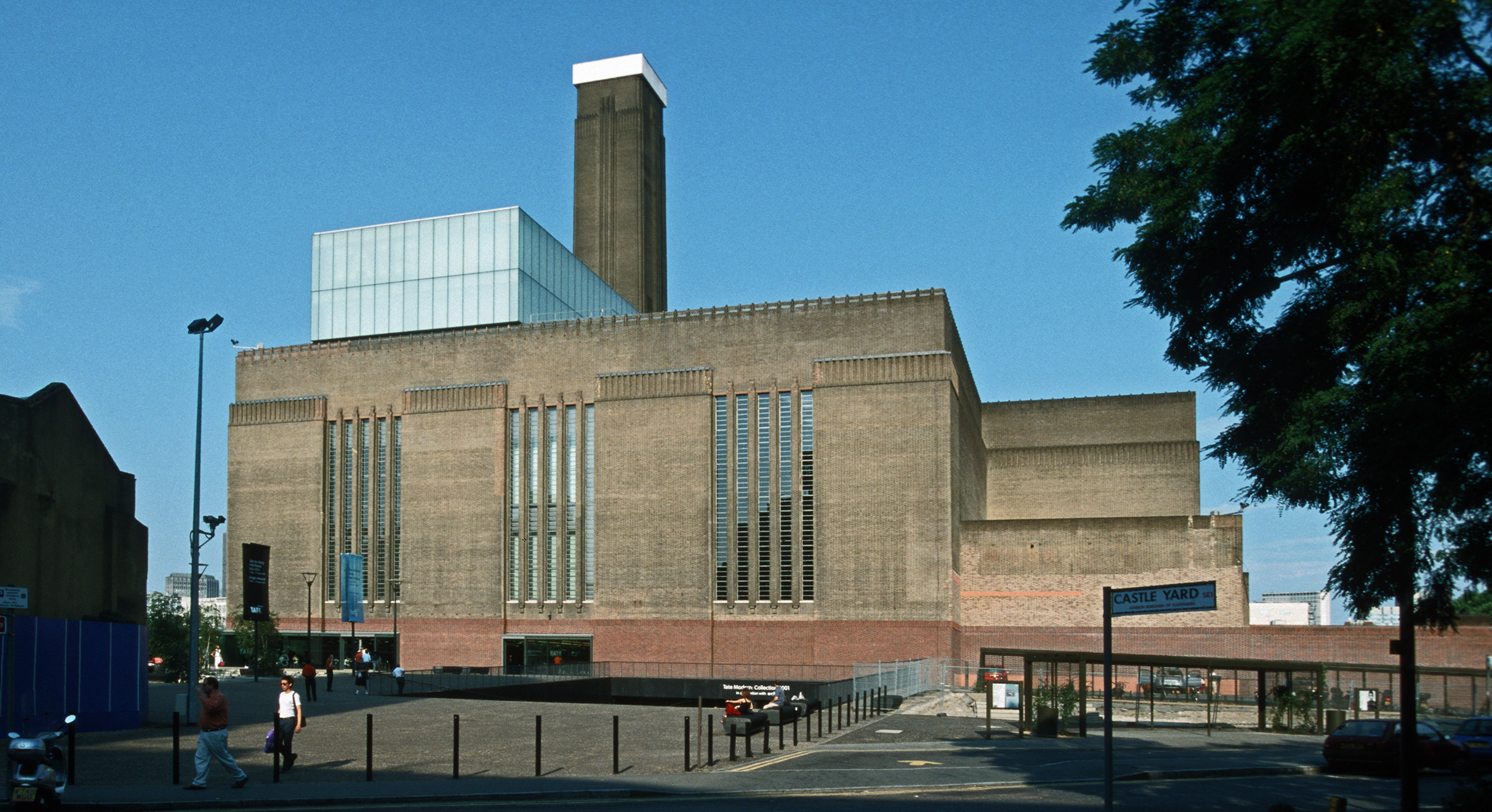
Tate Modern (Estensione 1999), Londra
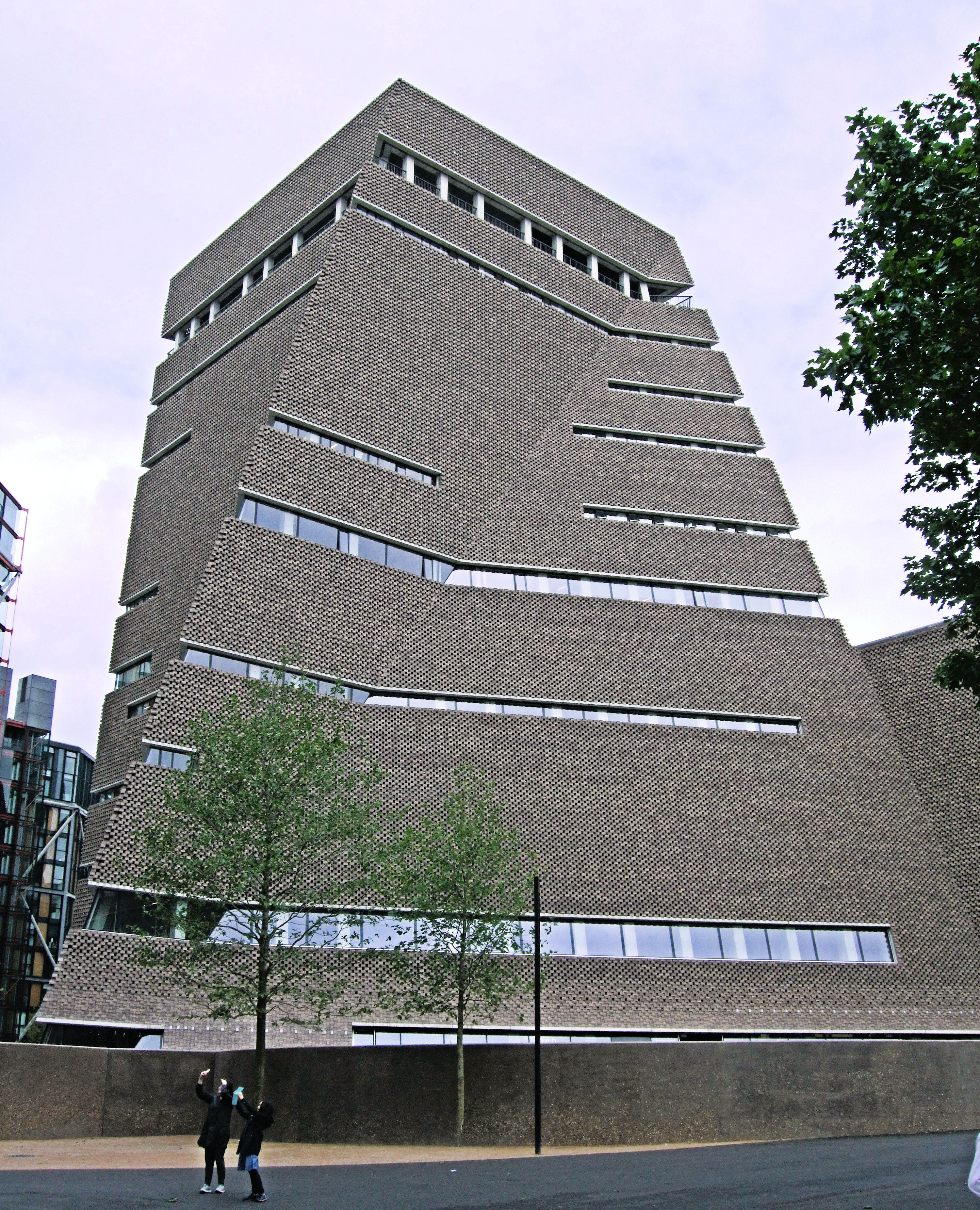
Switch House (Tate Modern Gallery), Londra
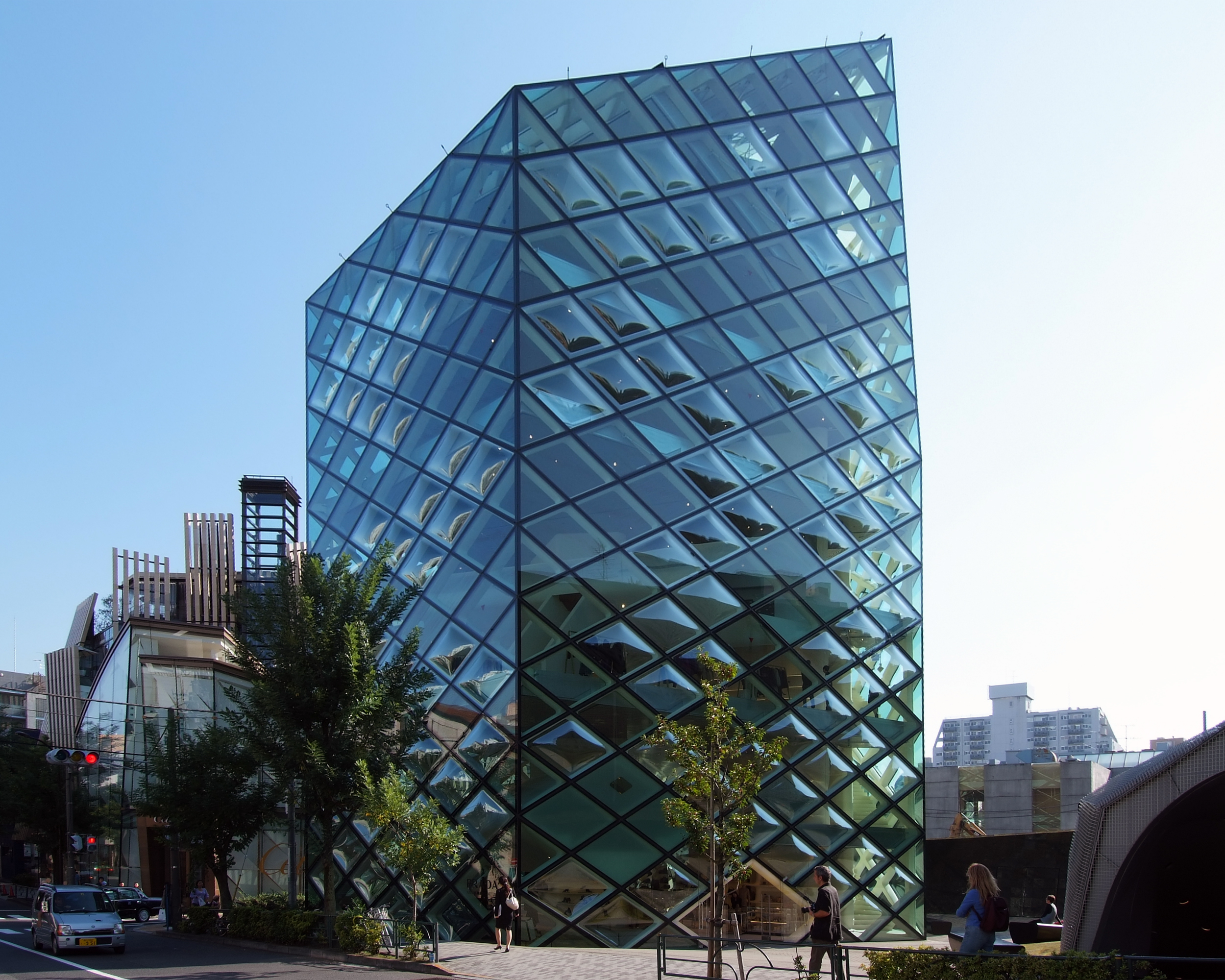
Prada Aoyama, Tokyo
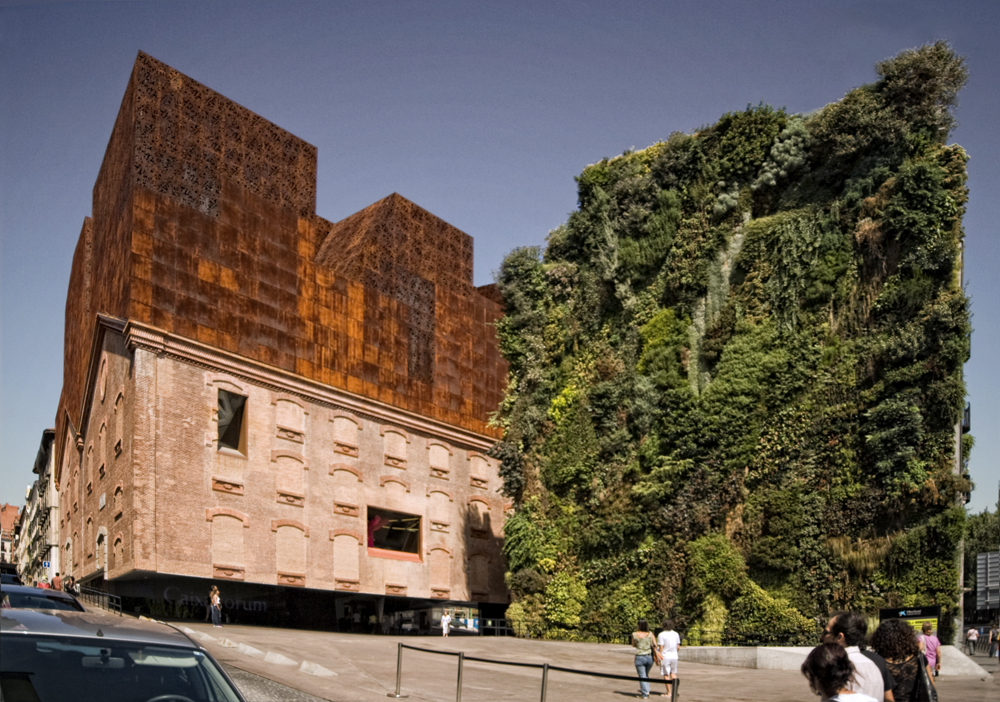
CaixaForum Madrid
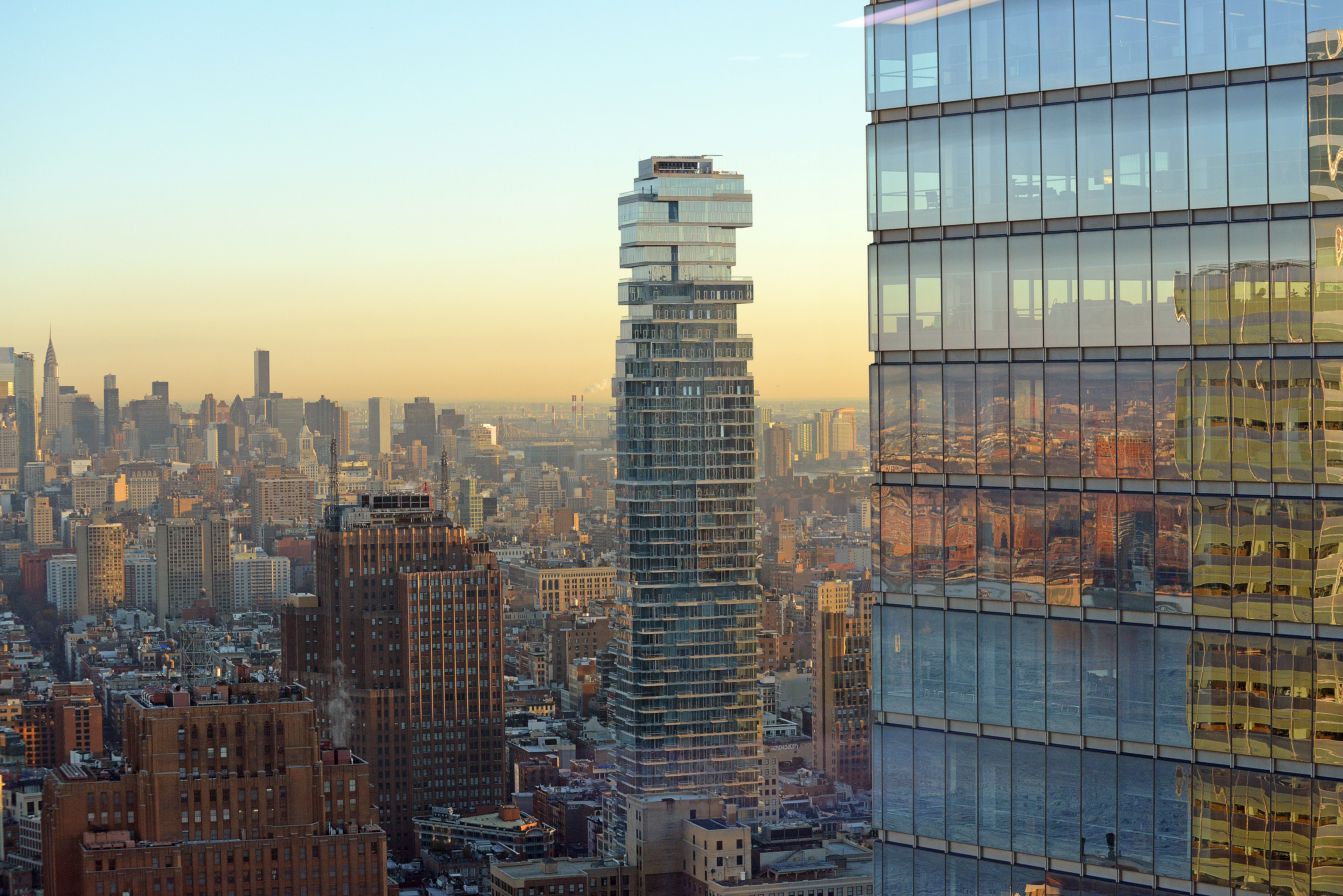
56 Leonard Street, New York
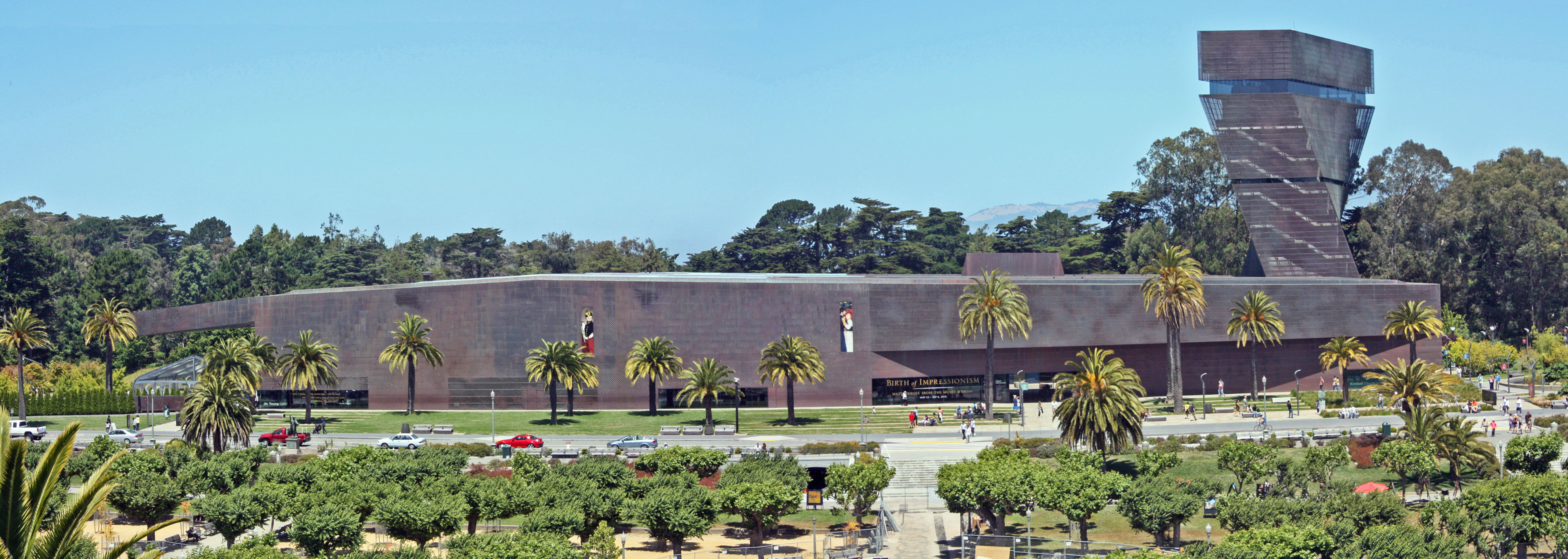
De Young Memorial Museum, San Francisco
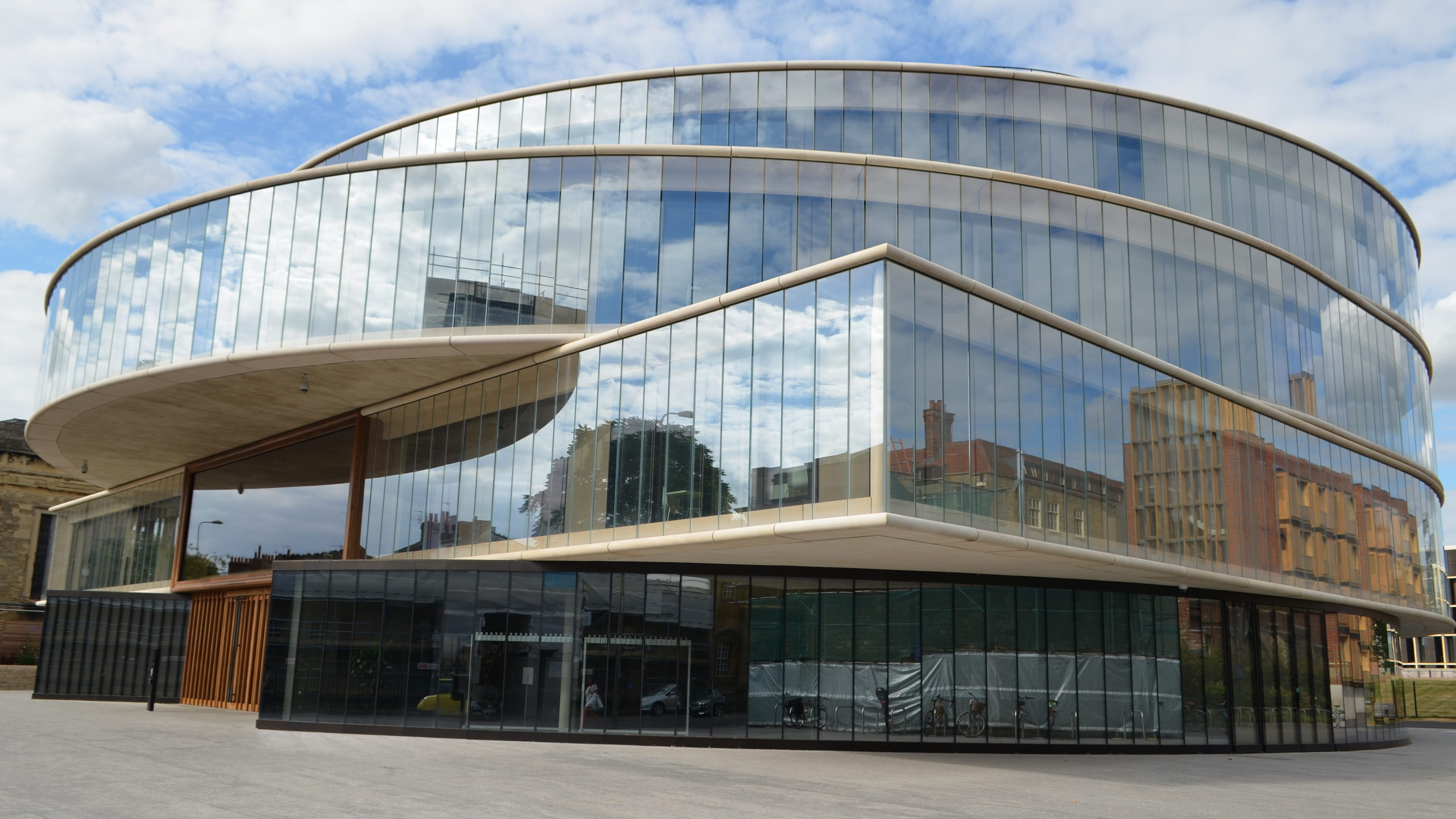
Blavatnik School of Government, Università di Oxford